# سيكورسكي روسكي فيتياز

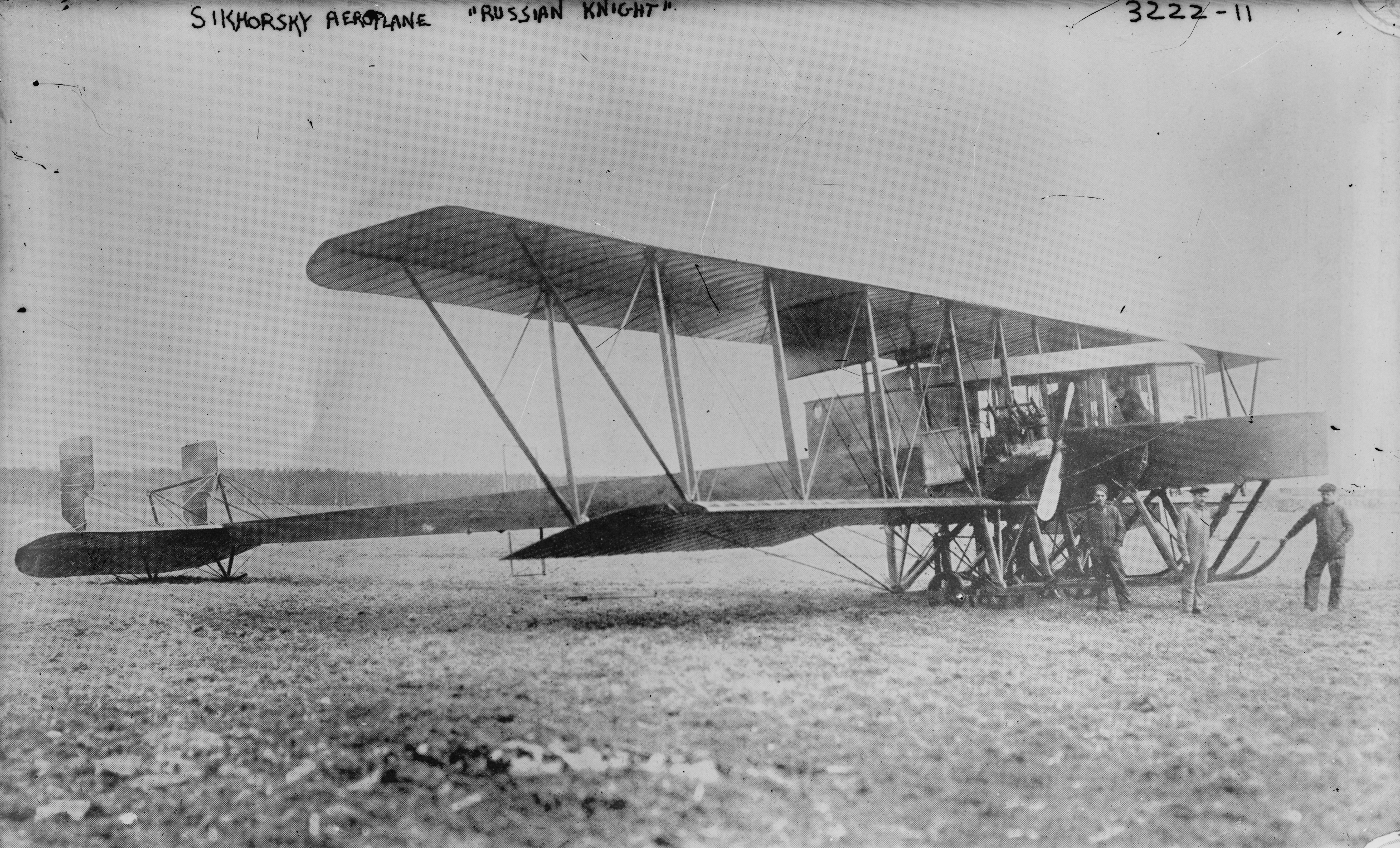
نسخة "لو غراند" مع اثنين من المحركات.

سيكورسكي روسكي فيتياز (الروسية: Русский витязь)، أو الفارس الروسي (Russian Knight)، المعروفة سابقا باسم «بولشوي بالتيسكي» (الروسية: Большой Балтийский). كانت أول طائرة ذات أربع محركات في العالم،, صممها إيغور سيكورسكي وبنيت في سانت بطرسبرغ في روسيا في أوائل عام 1913.

## المواصفات (روسكي فيتياز)
البيانات من 
الخصائص العامة
- طاقم: ثلاثة
- سعة: ما يصل إلى سبعة ركاب
- طول: 20 م (65 قدم 7 بوصة)
- باع الجناح العلوي: 28 م (91 قدم 10 بوصة)
- باع جناح سفلي: 20 م (65 قدم 7 بوصة)
- ارتفاع: 4 م (13 قدم 1 بوصة)
- مساحة الجناح: 120 م2 (1,300 قدم2)
- الوزن فارغة: 2,700 كـغ (5,952 رطل)
- الوزن الإجمالي: 4,000 كـغ (8,818 رطل)
- وزن الإقلاع الأقصى: 4,940 كـغ (10,891 رطل)
- محركات: 4 × أرغوس إيه أس الأول 4-cylinder water-cooled in-line piston engine, 75 كـو (100 حصان)  الواحد

أداء
- السرعة القصوى: 90 كم/س (56 ميل/س؛ 49 عقدة)
- مدى: 170 كـم (106 ميل؛ 92 nmi)
- سقف الخدمة: 600 م (1,969 قدم)

## روابط خارجية
- World’s first four-engine airplane Russky Vityaz: the Era of Sykorsky نسخة محفوظة 10 أغسطس 2014 على موقع واي باك مشين.